# Silhak-Inshushinak
Silhak-Inshushinak o Shilkhakinshushinak (siglo XII a. C.), hermano y sucesor de Kutir-Nahhunte III, fue el cuarto rey de la dinastía Shutrukida de Elam. Gobernó también en Babilonia, pero ya al final de su reinado tuvo que emprender una serie de campañas en los territorios que rodeaban a Babilonia por el nordeste. En esta zona se estaban formando focos de resistencia, que representaban una amenaza para Elam.
Las campañas están relatadas en varias estelas. La primera campaña se realizó en la frontera entre Nuzi y Asiria, por lo que las operaciones debieron llevarse a cabo hacia los territorios del Zab inferior. Más tarde, las operaciones se desarrollan en la misma frontera entre Babilonia y Asiria, con resultado variable, pues varias localidades cambian de manos varias veces. En otra incursión, el rey elamita ataca la zona situada entre el río Tigris y los montes Zagros, esperando asegurar el control de las rutas naturales este-oeste, que descienden el curso superior de río Diyala, hasta la llanura babilónica.
Pero en Babilonia había nacido una nueva fuerza. El caudillo Marduk-kabit-ahhešu no acepta el vasallaje a Elam, y se convierte en fundador de la II Dinastía de Isin (Dinastía IV de Babilonia), cuyos sucesores conseguirán invertir la dinámica guerrera, e invadir Elam.